# لوریس چکناواریان
لوریس هایکازی چکناواریان (ارمنی: Լորիս Հայկազի Ճգնավորյան) (زادهٔ ۱۳ اکتبر ۱۹۳۷) آهنگساز، رهبر ارکستر، نویسنده و نقاش ارمنی‌تبار اهل ایران است. وی یکی از چهره‌های شناخته‌شدهٔ فرهنگی ایران و ارمنستان است.
چکناواریان به‌عنوان آهنگساز تاکنون بیش از ۷۵ اثر شامل ۶ اپرا، ۵ سمفونی، ۱ اوراتوریو، ۱ رکوئیم، آثاری در زمینهٔ موسیقی کُر، موسیقی مجلسی، موسیقی باله، پیانو و خوانندگی، و همچنین کنسرتوهایی برای پیانو، ویولن، گیتار، سلو و پیپا، در کنار موسیقی‌های متن فیلم ساخته‌است. او بیش از ۱۰۰ اثر با لیبل‌هایی مانند آرسی‌ای، فیلیپس، اِمی و ای‌اس‌وی منتشر کرده‌است.
چکناواریان بسیاری از ارکسترهای مهم جهان از جمله ارکستر فیلارمونیک ارمنستان، «فیلارمونیک سلطنتی انگلستان»، «فیلارمونیک سلطنتی لیورپول»، «ارکستر مجلسی انگلیس»، «ارکستر سمفونیک لندن» را رهبری کرده‌است.
چکناواریان، بین سال‌های ۱۹۸۹ تا ۱۹۹۸ و ۱۹۹۹ تا ۲۰۰۰ ، رهبری ارکستر فیلارمونیک ارمنستان را برعهده داشت و بیشتر در ارمنستان به سر می‌بُرد.
در ۲۰۱۹ (مهر ۱۳۹۸) لوریس چکناواریان به‌عنوان سفیر صلح ایران در سازمان ملل متحد پیشنهاد شد.

## ابتدای زندگی
لوریس چکناواریان در ۱۳ اکتبر ۱۹۳۷ (۲۱ مهر ۱۳۱۶) در شهر بروجرد از پدر و مادری ارمنی‌تبار به دنیا آمد. پدرش اهل ارمنستان شرقی بود و مادرش اهل ارمنستان غربی که در نسل‌کشی ارمنیان در سال ۱۹۱۵ به ایران فرار کرده بود. خودش در این باره می‌گوید که:
«مادر من در ماجرای نسل‌کشی ارمنی‌ها در یک گاری مخفی و به ایران آورده شده بود. در چنین شرایطی پدربزرگم به ایران می‌آید و پزشک سید حسین طباطبایی بروجردی می‌شود. به رغم تفاوت دین، این احساس امنیت را داشته‌اند. پدرم هم در شرایطی که عموهایش را در زندان‌های شوروی کشته بودند فرار می‌کند و به ایران می‌آید. به بروجرد می‌رود و عاشق مادرم می‌شود.»
پدربزرگش طبابت می‌کرد اما در ساعات فراغت خود ویولن می‌نواخت و لوریس جوان شیفتهٔ گوش دادن به صدای ویولن شده بود. والدین او تمایل داشتند که هر سه فرزندشان یک ساز بنوازند. لوریس علی‌رغم کمبود استاد، در ۸ سالگی ویولن را انتخاب کرد. او در ۱۶ سالگی کر چهار-قسمتی را ساخت و در ارکسترای خود در تهران اجرا کرد.

## تحصیل و تدریس

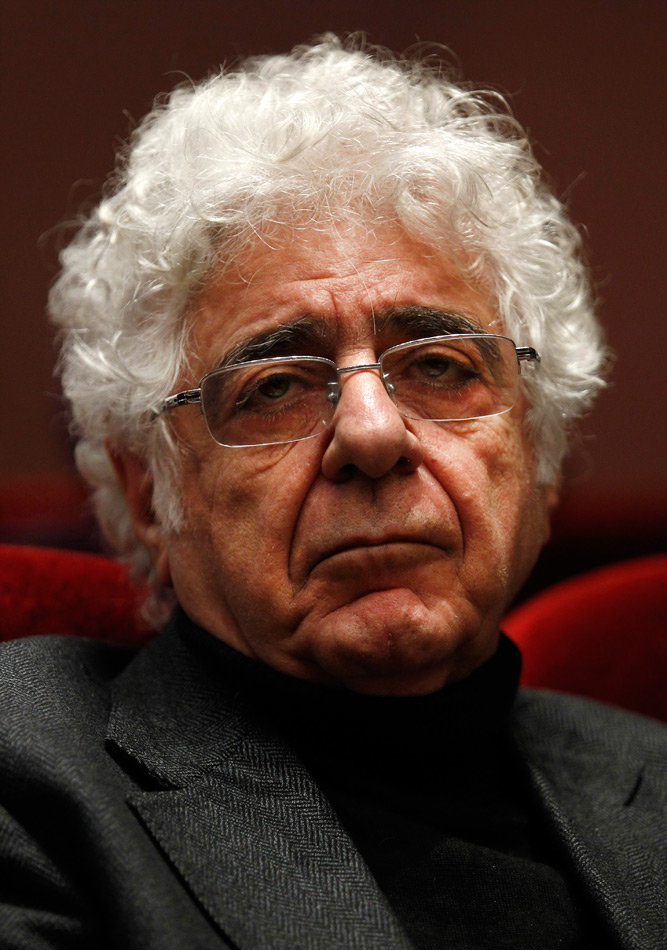
در یادبود مرحوم گورگن موسسیان ۴ آذر ۱۳۹۳

او ابتدا وارد دبیرستان فیروزبهرام شد. او تحصیلات موسیقی خود را از سال ۱۹۵۳ (۱۳۳۲) در هنرستان عالی موسیقی تهران آغاز کرد و از آنجا فارغ‌التحصیل شد.
پدر لوریس که از فرهیختگان ارمنی بود و صاحب تألیفاتی است، او را برای ادامه تحصیل به وین فرستاد. لوریس قبل از عزیمت، در تهران، در تالار کلوب ارمنیان، ارکستر سمفونی تهران را رهبری کرد و قطعاتی از آهنگسازان مشهور جهان را به همراه گروه نواخت. او شاید یگانه ایرانی باشد که در ۱۷ سالگی ارکستر سمفونیک را رهبری کرده‌است.
پس از آموختن ویولون و پیانو در کنسرواتور موسیقی تهران، آهنگسازی را در آکادمی موسیقی وین آموخت و در سال ۱۹۶۱ با درجه ممتاز فارغ‌التحصیل شد. اندکی پس از فارغ‌التحصیلی، چهار اثر او برای پیانو و باله فانتاستیک برای سه پیانو و سازهای کوبه‌ای توسط دوبلینگر در وین چاپ شدند. به دنبال دوره تحصیل موفق لوریس چکناواریان در سال ۱۹۶۰ (۱۳۳۹) به ایران بازگشت چکناواریان در فاصله سال‌های ۱۹۶۱ تا ۱۹۶۳ در کنسرواتور موسیقی تهران به تدریس تئوری موسیقی پرداخت. در همان دوران، به مدیریت آرشیو موسیقی ملی در تهران منصوب شد و تحقیق دربارهٔ موسیقی فولکلور ایران و سازهای ملی و گردآوری آنها را به عهده گرفت. در سال ۱۹۶۳، با بورسی که از سوی کارل ارف به او داده شد، به اتریش برگشت و در سالزبورگ اقامت و اپرای رستم و سهراب خود را تکمیل کرد.
سپس به اتریش رفت و در «آکادمی موسیقی موتسارتئوم» زالتسبورگ به تحصیل پرداخت و سپس به ایران مراجعت کرد.
در سال ۱۹۶۵، در دانشگاه میشیگان به مطالعه و تحصیل در رشته رهبری ارکستر پرداخت. (وی همچنین فارغ‌التحصیل دانشگاه میشیگان در رشتهٔ رهبری ارکستر می‌باشد.) در فاصله سال‌های ۱۹۶۶ تا ۱۹۶۷، به‌عنوان آهنگساز مهمان، در کالج کنکوردیا واقع در مورهد، مینه‌سوتا اقامت کرد. و از سال ۱۹۶۶ تا ۱۹۷۰، مدیر بخشهای‌سازی و اپرایی دانشگاه مورهد بود.

## فعالیت‌های موسیقایی
در سال ۱۹۷۰، وزیر فرهنگ ایران، مقام «آهنگساز مهمان» را به چکناواریان پیشنهاد کرد که شامل رهبری ارکستر خانه اپرای رودکی در تهران هم می‌شد. او در این مقام، اپراهای بی‌شماری، از جمله اپراهای خودش: پردیس و پریسا و نمایش حرکات موزون سیمرغ را اجرا کرد. در سال ۱۹۷۵ با کمپانی RCA قراردادی را برای انتشار انحصاری آثار خود امضا کرد
وی سال‌های متمادی در وین، نیویورک، و لندن زیسته‌است و در فاصله مسافرت‌هایش به ایران برای فیلم‌های موسیقی متن ساخته‌است.
از جمله آثار وی ۵ سمفونی، اپراهای رستم و سهراب و پردیس و پریسا می‌باشد.
آفرینش نخستین اپرای ایرانی برای کودکان نیز با 'پردیس و پریسا به نام لوریس چکناواریان ثبت شده‌است. لوریس چکناواریان در عرصهٔ باله نیز کار کرده‌است. افسانهٔ «سیمرغ» از عطار نیشابوری از کارهای او در این زمینه است. سیمرغ در سال ۱۹۷۵ (۱۳۵۴) در تالار رودکی نخستین اجرای خود را تجربه داد. دیگر آثار لوریس چکناواریان عبارت‌اند از: سمفونی شماره یک برای ترومپت و سازهای کوبه‌ای، سمفونی کردو، اوراتوریو (Oratorio) زندگی مسیح، دو کنسرتو برای ویولن و پیانو، سوئیت دریاچهٔ وان، و بالاخره اوراتوریو آخرزمان.
سوئیت سمفونیک از باله اتللو به وسیلهٔ ارکستر سمفونیک لندن به رهبری چکناواریان اجرا شده‌است.

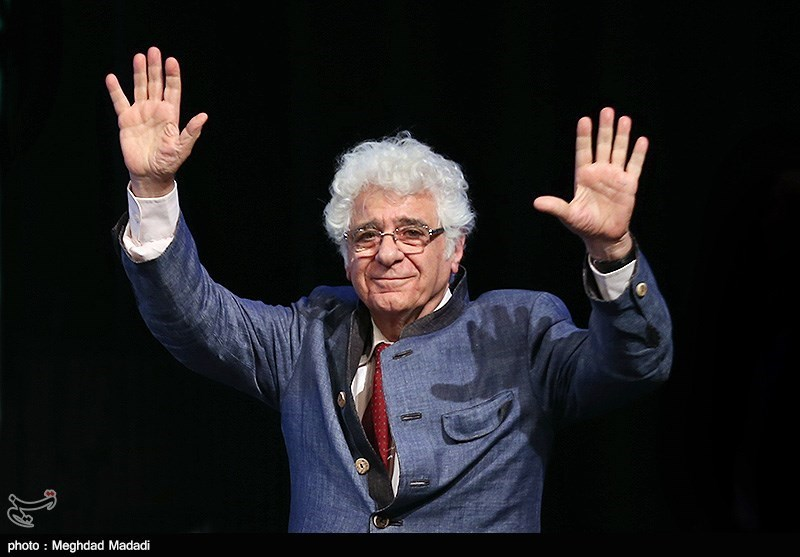
چکناواریان

لوریس چکناواریان در سال ۱۹۶۳ (۱۳۴۲) با ساختن موسیقی متن فیلم جلد مار ساختهٔ هژیر داریوش آهنگسازی برای فیلم را آغاز کرد. به عنوان یکی از موسیقیدانان صاحب سبک برای مستندهای بسیاری موسیقی ساخته و با کارگردان‌های متفاوتی همکاری داشته‌است. موسیقی متن ۴۰ فیلم مستند و سینمایی از جمله جدال در مهتاب (۱۳۴۸/۱۹۶۹) به کارگردانی انزو دل وینچنسو , بی‌تا (۱۳۵۱/۱۹۷۲) به کارگردانی هژیر داریوش، تجاوز به کارگردانی حمید مصداقی و تنگسیر به کارگردانی امیر نادری را تهیه کرده‌است. او برای ۱۷ فیلم مستند موسیقی متن فیلم تهیه کرده‌است.
وی برای تهیه موسیقی متن فیلم بی‌تا از سازهای ایرانی استفاده کرد و دو تن از استادان طراز اول موسیقی ملی، فرامرز پایور سنتور و حسن ناهید نی نواختند.
از آثار مستندی که برایشان موسیقی تصنیف کرده‌است می‌توان به حاج مصورالملکی (۱۳۵۰/۱۹۷۱) ساختهٔ خسرو سینایی، عالی‌قاپو و چهل‌ستون (۱۳۵۲/۱۹۷۳) هر دو ساختهٔ منوچهر طیاب اشاره کرد. در آثار چکناواریان تأثیر موسیقی ملی ایران به خوبی مشهود است. چکناوریان در سال ۱۹۷۲ (۱۳۵۱) به رهبری ارکستر اپرای تهران منصوب گردید.

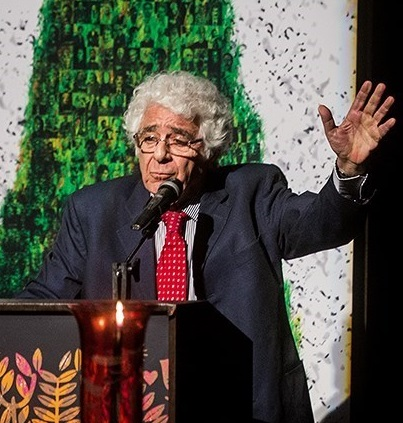
آیین چراغ خاموشی نیست (۱۳۹۴)

چکناوریان پس از انقلاب اسلامی در ایران به ارمنستان رفت و در ایروان به فعالیت‌های هنری خود ادامه‌داد. چکناواریان در سال ۱۹۸۹، به سمت مدیر و رهبر ارکستر فیلارمونیک ارمنستان منصوب شد. او در فاصله یازده سال همکاری با این ارکستر، توانست از طریق ایستگاه رادیو تلویزیون اتریش (ORF) و کمپانی صفحه پرکنی انگلیس (ASV) آثار خود را به مردم سراسر جهان معرفی کند و با سفر به کشورهای مختلف اروپا، آمریکا، ایران و لبنان، به اجرای برنامه بپردازد. او در سال ۲۰۰۰، از سمت‌های رسمی خود استعفا داد تا بتواند وقت خود را عمدتاً صرف آهنگسازی و رهبری سایر ارکسترهای دنیا کند. به مدت ۳ سال (۹۳–۱۹۹۱) نیز برای اجراهای خیریه با این ارکستر در وین بود.
او در اواسط دهه ۱۹۹۰ (دههٔ ۱۳۷۰) به ایران سفر کرد و به‌عنوان رهبرِ مهمان، اجراهای فراوانی را با ارکستر سمفونیک تهران داشت و دورهٔ رهبری او بر این ارکستر از جمله دوره‌های پرفروغ ارکستر سمفونیک تهران به‌شمار می‌رود. چکناوریان با برخی از خوانندگان هم اجراهایی را رهبری کرد که از جملهٔ آن‌ها می‌توان به اجرایی با شهرام ناظری از مجموعه آثار این خواننده در سالن میلاد نمایشگاه بین‌المللی و همچنین اجرایی با عبدالحسین مختاباد در تالار وحدت و فرهنگسرای بهمن اشاره کرد. او مدتی هم رهبری ارکستر مجلسی رودکی را عهده‌دار شد.

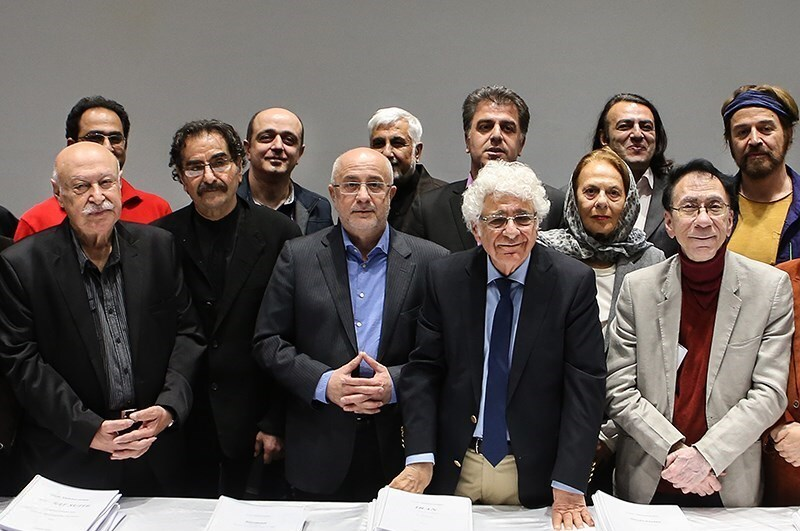
لوریس چکناواریان در موزهٔ موسیقی، ۲۰۱۷ (آبان ۱۳۹۶)

جشن تولد ۷۸ سالگی لوریس چکناواریان شامگاه یک‌شنبه در یازدهمین ویژه برنامه «تولد ماه» سازمان فرهنگی هنری شهرداری تهران در موزه هنرهای دینی امام علی برگزار شد.
در ۲۰۰۵ (اول اردیبهشت ۱۳۸۴) اولین ارکستر سمفونیک بعد از انقلاب اسلامی ایران در تخت جمشید را اجرا کرد. ویدیو آن در https://youtube.com/@encyclopediafars در یوتوب دانشنامه فارس، می باشد.
وی در سال ۲۰۰۵ (۱۳۸۴) یک کنسرت با همکاری شهرام ناظری و با اجرای ارکستر بزرگ کومیتاس ارمنستان اجرا کرد که در سال ۲۰۱۱ (۱۳۹۰) توسط انتشارات آوای باربد با نام کنسرت شهرام ناظری و لوریس چکناوریان منتشر شد.

آخرین آثار اجراشدهٔ او در ایران خسرو و شیرین و رستم و سهراب هستند.
روزهای ۱۴ و ۱۵ ژانویه ۲۰۰۴، دو کنسرت برای جمع‌آوری کمک به آسیب‌دیدگان زلزله بم، در پاریس اجرا شد. کنسرت‌ها یکی در کلیسای «سنت سولپیس» و دیگری در تالار کنسرواتوار شهرک ایسی-له-مولینو در حومه پاریس برگزار شد و قطعاتی به رهبری لوریس چکناواریان توسط ارکستر مجلسی رودکی با بیست و شش نوازنده که از ارمنستان او را همراهی می‌کردند، اجرا گردید. برنامه کلیسای سنت سولپیس داستان لیلی و مجنون نظامی بود و چکناواریان با استفاده از آثار موسیقیدانان کلاسیک و همین‌طور قطعاتی از ساخته‌های خودش و حسین دهلوی، آن را تنظیم کرده بود. در برنامه دوم در شهرک ایسی-له-مولینو ارکستر قطعاتی از آهنگسازان ارمنی از جمله آرام خاچاتوریان، ادوارد میرزویان، ملیک موویساکالیان و آهنگسازان ایرانی همچون حشمت سنجری، حسین دهلوی و خود لوریس چکناواریان را اجرا کرد.
چکناواریان اولین اجرای ارکستر سمفونیک تهران را در سال ۲۰۱۶ (۱۳۹۵) را رهبری کرد. این برنامه در حمایت از فعالیت‌های انسان دوستانه موسسات خیریه، ۲۰۱۶ (نیمه اردیبهشت ۱۳۹۵) در تالار وحدت روی صحنه رفت.
چکناواریان در آستانه هشتاد سالگی، تمامی آثارش را در حوزه موسیقی به موزهٔ موسیقی اهدا کرد. به همین منظور، مراسمی در ۲۰۱۷ (روز نهم آبان ۱۳۹۶) در موزهٔ موسیقی با حضور چهره‌های شناخته‌شدهٔ موسیقی برگزار شد.
در چهارمین جشن سالانه موسیقی ما که در تاریخ ۲۰۱۷ (۲۵ آذر ۱۳۹۶) در تالار وحدت تهران برگزار شد، از لوریس چکناواریان به پاس یک عمر فعالیت هنری تقدیر به عمل آمد.
او در تاریخ ۲۰ دسامبر ۲۰۰۸، با رهبری کردن ارکستر سمفونیک لندن، آلبوم «فرشتهٔ شب» به آهنگسازی حافظ ناظری را ضبط نمود. از دیگر فعالیت‌های لوریس چکناواریان می‌توان به رهبری ارکستر مجلسی رودکی و ریاست خانهٔ اپرا اشاره کرد.

## آثار
در سال ۱۳۴۱ (۱۹۶۲) نخستین موسیقی متن فیلم سینمای ایران را برای فیلم جدال در مهتاب محصول مشترک ایران و ایتالیا، نوشت. برای بیش از ۴۵ فیلم موسیقی متن ساخته‌است. او برای ۵ فیلم سینمایی موسیقی متن فیلم تهیه نموده‌است و کلیه منتقدان فیلم و سینمای ایران آثار او را ستوده‌اند.
آفرینش نخستین اپرا برای کودکان نیز با پرویز و پریسا به نام لوریس چکناواریان ثبت شده‌است. او شاید نخستین آهنگسازی نیز باشد که روی رستم و سهراب کار کرده و اپرای خود را در صحنه‌های جهانی نیز به اجرا درآورده است. لوریس چکناواریان در عرصهٔ باله نیز کار کرده‌است. افسانه «سیمرغ» از عطار نیشابوری را صحنه‌ای کرده‌است. «سیمرغ» در سال ۱۹۷۵ (۱۳۵۴) در تالار رودکی نخستین اجرای خود را پیدا کرد. دیگر آثار برجسته لوریس چکناواریان عبارت است از سمفونی شماره یک برای ترومپت و سازهای کوبه‌ای، سمفونی کردو، اوراتوریو (Oratorio) زندگی مسیح، دو کنسرتو برای ویولن و پیانو، سوئیت دریاچهٔ وان و بالاخره اوراتوریو آخرزمان.

### کلاسیک
او بیش از ۷۵ اثر شامل سمفونی، اپرا، موسیقی مجلسی، کنسرتو برای پیانو، ویولن، گیتار، ویولنسل و پیپا، موسیقی باله، آثاری برای گروه کُر، یک رکوئیم و یک اوراتوریو فیلم ساخته‌است.
بخشی از آثار کلاسیک چکناوریان عبارت اند از:
اپرای رستم و سهراب طی ۲۵ سال در هشت نسخه نوشته شده‌است و در ایران برای نخستین بار در ۲۰۰۰ (بهمن ۱۳۷۸) در پانزدهمین دوره جشنواره موسیقی فجر اجرا شده‌است.
باله
1. آهنگ نور و صدا (برای جشن‌های تخت جمشید)

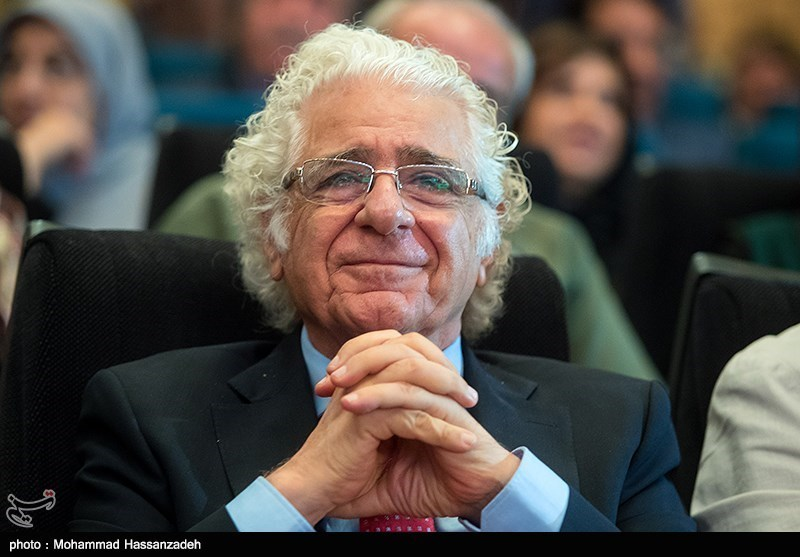
لوریس چکناواریان در مراسم بزرگداشت مجید انتظامی در تالار سوره حوزه هنری (۲۴ مرداد ۱۳۹۶)

2. توکاتا و فوگ برای ارکستر زهی
3. کنسرتو پیانو
4. سمفونی پرسپولیس (۱۳۸۴)
5. سمفونی برای بالهٔ اتللو (۱۹۸۴)

#### قطعه شب قبل از عاشورا
چکناواریان قطعه شب قبل از عاشورا را بر اساس شعر «امشبی را شه دین در حرمش مهمان است / صبح فردا بدنش زیر سم اسبان است/ مکن ای صبح طلوع» ساخته‌است. این قطعه توسط ارکستر سمفونیک البرز و گروه کر فیلارمونیک ایران به رهبری لوریس چکناواریان اجرا شده‌است.

## سایر فعالیت‌ها

### نمایشگاه نقاشی

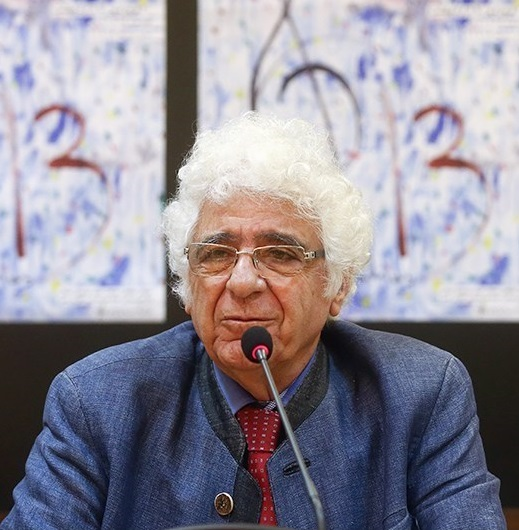
لوریس چکناواریان در نشست خبری نمایشگاهش موسیقی روی بوم

نمایشگاه نقاشی‌های لوریس چکناواریان با عنوان «موسیقی روی بوم» ۲۰۱۶ (روز ۳۰ فروردین ۱۳۹۵) با حضور جمعی از مسئولان، چهره‌های هنری و علاقه‌مندان این هنرمند، در نگارخانه استاد ممیز خانهٔ هنرمندان ایران گشایش یافت. او در این نمایشگاه تابلوهایش با تکنیک آکریلیک را در معرض بازدید عموم قرار داد.

### نویسندگی
چکناواریان کتاب طنزی با عنوان «خرستان» را در ۱۶۸ صفحه را که شامل مجموعه‌ای از داستان‌های کوتاه طنز می‌باشد توسط نشر صدای معاصر رونمایی و منتشر کرد. وی که فردی شوخ‌طبع می‌باشد، در این کتاب داستان کشوری از مجموعه خران را نوشته‌است. معرفی و جشن امضای این کتاب، ۲۰۱۷ (۲۱ اسفند ۱۳۹۵)، با حضور «اکبر عالمی» و «یارتا یاران» و «محمود دولت‌آبادی» در «کافه کتاب» شهر کتاب مرکزی برگزار شد.

## جوایز، نشان‌ها، قدردانی‌ها و تجلیل‌ها

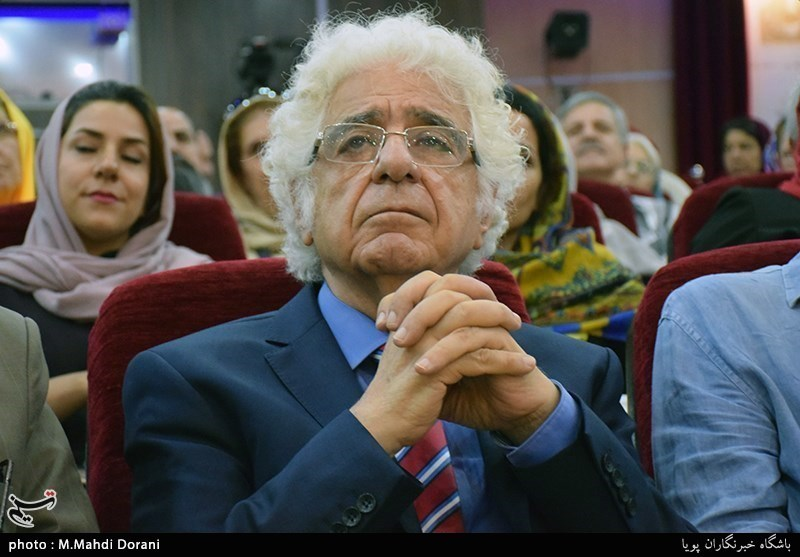

در زیر فهرست جوایز، نشان‌ها و تجلیل‌های لوریس چکناواریان آورده شده‌است:
- نشان درجه یک هنر از طرف وزارت فرهنگ و ارشاد اسلامی (۱۳۸۱ (۲۰۰۲)).[پ][۵][۱۱]
- دریافت جوایز چنگ طلایی برای دستاورد عالی هنری از ۱۵ام و ۱۶ جشنواره موسیقی فجر در تهران[ت]
- استاد افتخاری کنسرواتوار کومیتاس، ایروان[ث]
- دریافت نشان فرهنگی «ساهاک مقدس-مسروپ ماشتوتس مقدس» (۱۹۷۸) از عالیجناب وازگن یکم جاثلیق اعظم تمامی ارمنی‌ها جهان[ج].
- ՀՀ Նախագահի հրամանագրով պարգևատրվել է «Հայրենիքին մատուցած ծառայությունների համար» ۱-ին աստիճանի մեդալով, (۲۰۱۲)
- دریافت نشان دولتی برای خدمات به زمین لرزه از آقای ووسکانیان نخست‌وزیر ارمنستان شوروی[چ]
- اعطاء مدال موسس خورناتسی (۱۹۹۶) توسط دولت جمهوری ارمنستان به خاطر خدمات فرهنگی به ارمنستان[ح]
- شهروند افتخاری ایروان (۱۹۹۱)
- اعطاء صلیب طلایی کلیسای رومانی[خ].
- دریافت نشان طلایی از دانشگاه ارمنستان[د].
- نشان همایون (۱۹۷۱ ایران) از ملکه فرح پهلوی[۳۹]
- Recipient of the "Golden Conducting Baton" from the Armenian Philharmonic Choir for Artistic Achievement.
- Golden Cultural Medal from the Armenian Ministry of Culture[۴۰]
- جشن تولد ۷۸ سالگی لوریس چکناواریان شامگاه یک شنبه در یازدهمین ویژه برنامه «تولد ماه» سازمان فرهنگی هنری شهرداری تهران در موزه هنرهای دینی امام علی برگزار شد.[۴۱]
- در چهارمین جشن سالانه موسیقی ما که در تاریخ ۲۰۱۷ (۲۵ آذر ۱۳۹۶) در تالار وحدت تهران برگزار شد، از لوریس چکناواریان به پاس یک عمر فعالیت هنری تقدیر به عمل آمد.[۴۲]
- دریافت «جایزه سرو ایرانی» در سومین دوره آئین جایزه سرو ایرانی در خانه اندیشمندان علوم انسانی، ۲۰۱۸ (۱۳۹۷)[۴۳][۴۴]
- اعطاء «نشان عالی هنر برای صلح» در هفتمین دورهٔ جشنوارهٔ بین‌المللی هنر برای صلح، به پاس نیم قرن تلاش برای موسیقی، ۲۰۱۹ (۱۳۹۸)[۴۵]
- جایزهٔ ویژهٔ کمیسیون «کتاب‌ها برای صلح» سال ۲۰۲۰، از سازمان‌های همکار سازمان جهانی یونسکو، به پیشنهاد و معرفیِ جشنوارهٔ بین‌المللی هنر برای صلح، ۱۳۹۹[۴۶][۴۷]
- شورای شهر تهران ۲۰۲۰ (روز یکشنبه ۲۱ اردیبهشت ۱۳۹۹) در مصوبه‌ای یکی از خیابان‌های این شهر را به نام لوریس چکناواریان؛ موسیقی‌دان و آهنگساز شهیر بروجردی نامگذاری کرد.[۴۸]

## فیلم دربارهٔ وی
مایسترو (به زبان ارمنی به معنای «استاد») مستند بلند ۵۲ دقیقه‌ای اولین فیلمی است که دربارهٔ لوریس چکناواریان ساخته شده‌است. مایسترو به کارگردانی وحید زارع‌زاده و تهیه‌کنندگی زهرا مشتاق، زندگی لوریس چکناواریان آهنگساز بین‌المللی را به تصویر کشیده‌است.
۱۳ اکتبر ۱۹۳۷ نام مستند دیگری است که دربارهٔ لوریس چکناواریان به کارگردانی بکتاش آبتین ساخته شده‌است این مستند برنده جایزه سینما حقیقت شده‌است

## نظرات دربارهٔ وی

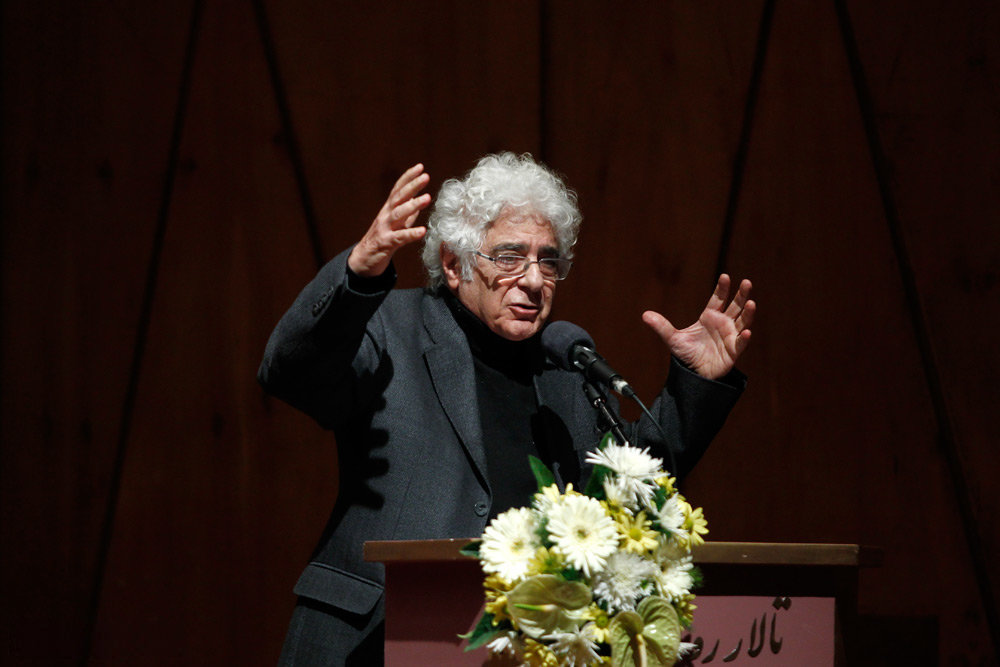
در یادبود مرحوم گورگن موسسیان ۴ آذر ۱۳۹۳

بزرگان موسیقی دربارهٔ چکناواریان می‌نویسند:
«او استعدادی بزرگ است که سنن موسیقی ارمنی‌ها را ادامه داده‌است… یک موسیقی‌دان و رهبر برجسته»— آرام خاچاتوریان
«هدیهٔ وی که همان قطعات هنریِ اوست، جالب توجه است.»— کارل ارف
«یک آهنگساز خوب، رهبر باتجربه و موسیقی‌دانی واقعی.»— لوکاس فاس

## یادداشت
1. ↑  پیپا یک ساز چینی است
2. ↑  Enzo Del Vincenzo
3. ↑  In a ceremony held in Vahdat Hall, Minister of culture A. Masjedjamei awarded Loris Ttjeknavorian Iran's highest medal for performing arts
4. ↑  Golden Harp Awards" for the Highest Artistic Achievement in the 15th and 16th "FAJR" Music Festival in Teheran
5. ↑  Honorary Professor, Komitas Conservatory, Yerevan
6. ↑  For services to Church music first recipient of the Cultural Order of "St. Mesrop Mashtotz" conferred by His Holines Vazken I. Supreme Chatholicos of all Armenians
7. ↑  Government Order for services to the Earthquake from Mr. Oskanian the Prime Minister of Armenia USSR
8. ↑  The Government of the Republic of Armenia awards "Khorenatsi" Medal for cultural services to Armenia
9. ↑  Awarded Golden Cross of the Rumanian Church
10. ↑  Gold Medal from University of Armenia